# Історія теорії відносності
Передумовою до створення теорії відносності став розвиток в XIX столітті електродинаміки. Результатом узагальнення і теоретичного осмислення експериментальних фактів і закономірностей в областях електрики і магнетизму стали рівняння Максвелла, які описують еволюцію електромагнітного поля і його взаємодію з зарядами і струмами. В електродинаміці Максвелла швидкість поширення електромагнітних хвиль у вакуумі не залежить від швидкості руху як джерела цих хвиль, так і спостерігача, і дорівнює швидкості світла. Таким чином, рівняння Максвелла виявилося неінваріантним щодо перетворень Галілея, що суперечило класичній механіці.

## Від Галілея до Максвелла

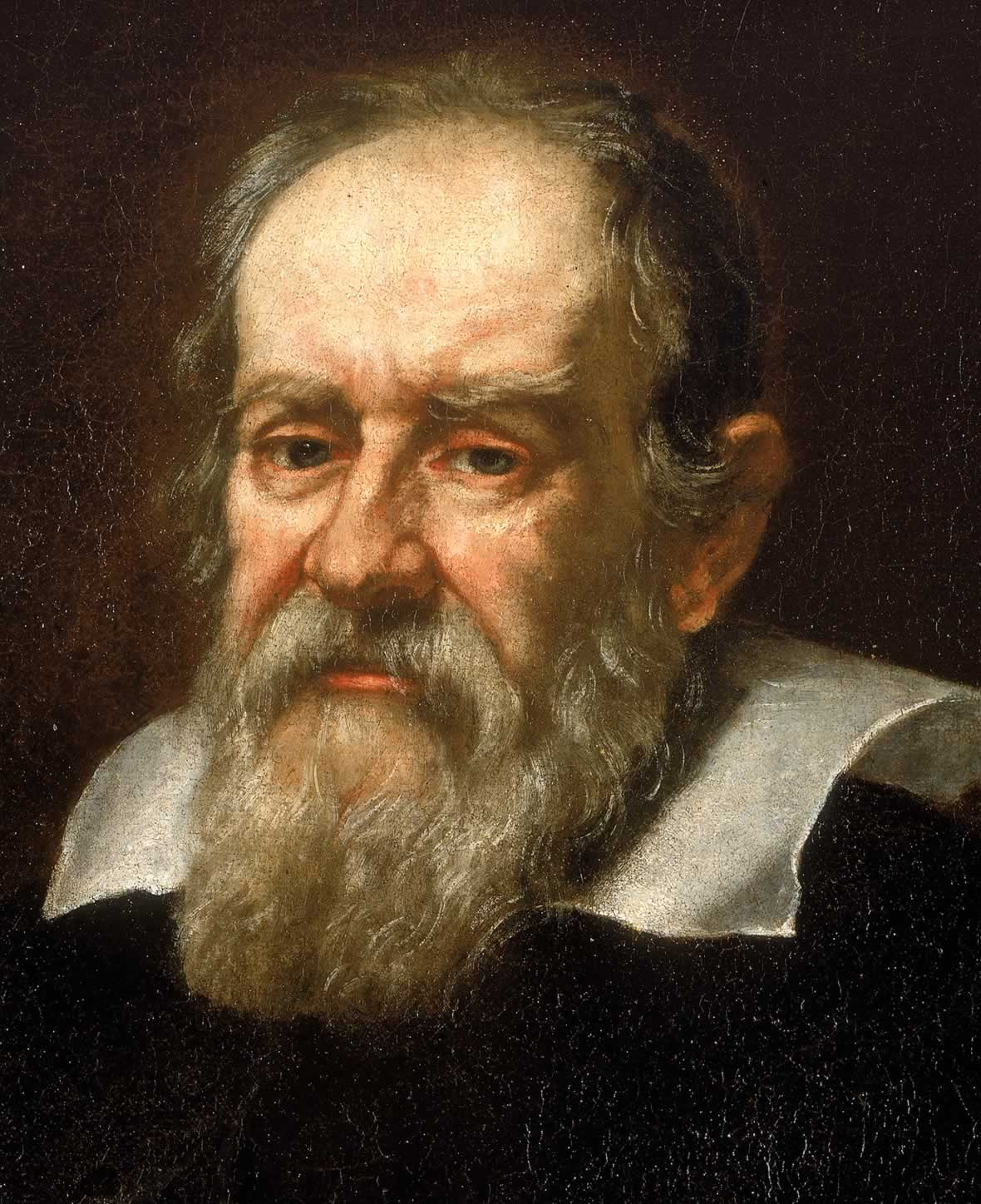
Галілео Галілей

У 1632 році в книзі Діалог про дві найголовніші системи світу - Птолемеєву та Коперниканську Галілео Галілей привів міркування,яке згодом отримало назву принципу відносності: 
 Доки корабель стоїть нерухомо, старанно спостерігайте, як дрібні літаючі тварини з однією і тією ж швидкістю рухаються в різні сторони приміщення; всі падаючі краплі потраплять в підставлений посуд, і вам, кидаючи який-небудь предмет, не доведеться кидати його з більшою силою в одну сторону, ніж в іншу, якщо відстані будуть однакові.

Тепер примусьте корабель рухатися з будь-якою швидкістю, і тоді (якщо тільки рух буде рівномірним і без коливання в ту і іншу сторону) у всіх названих явищах ви не знайдете ні найменшої зміни і за жодним із них не зможете встановити, чи рухається корабель чи стоїть нерухомо. 
 Цей принцип, що доводить еквівалентність різних інерційних систем відліку, відіграв важливу роль як в класичній механіці, так і в спеціальній теорії відносності. Перетворення, які поєднують результати спостережень щодо двох інерційних систем відліку, отримали назву перетворення Галілея.
Галілей, напевне, також вперше зробив спробу виміряти швидкість світла за допомогою наземних експериментів. Однак це вдалося зробити лише Оле Ремеру в 1676 році. Спостерігаючи зміну періоду обертання супутника Юпітера Іо в залежності від взаємного розташування Землі і Юпітера, Ремер пояснив це кінцем швидкості поширення світлового сигналу і зміг оцінити цю швидкість. У метричній системі результат вимірювань Ремера відповідає 214 300 км/с. Через 50 років, в 1727 році, схожий результат отримав Джеймс Бредлі, спостерігаючи аберацію зірок (зміна їх видимого розташування) при русі Землі навколо Сонця.

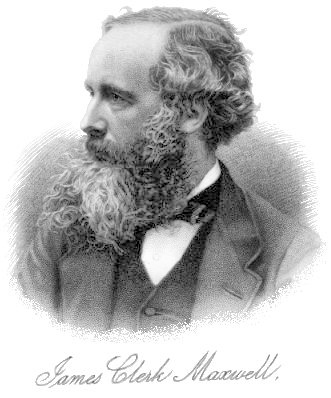
Джеймс Клерк Максвелл

Паралельно з експериментами з вимірювання швидкості світла відбувалися роздуми відносно природи світла. Огюстен Френель, ґрунтуючись на хвильовій теорії, в 1818 році успішно пояснив явище дифракції. Джеймс Клерк Максвелл, узагальнюючи експериментальні відкриття Ерстеда, Ампера і Фарадея в 1864 записав систему рівнянь, які описують еволюцію електромагнітного поля. З рівнянь Максвелла випливало, що в порожньому просторі електромагнітні хвилі поширюються зі швидкістю світла. На підставі цього була висунута гіпотеза про хвильову, електромагнітну природу світла.

## Джерела виникнення теорії

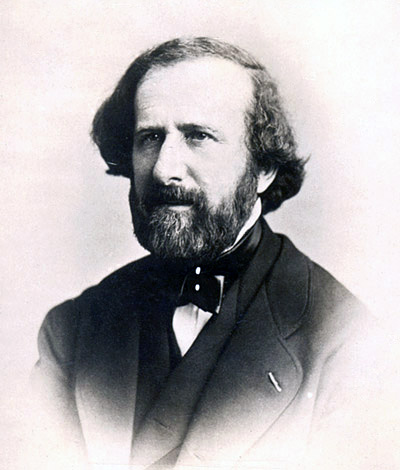
Арман Іполит Луї Фізо

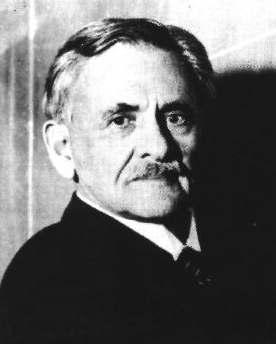
Альберт Абрахам Майкельсон

## Створення спеціальної теорії відносності СТВ

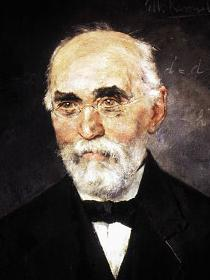
Гендрік Лоренц

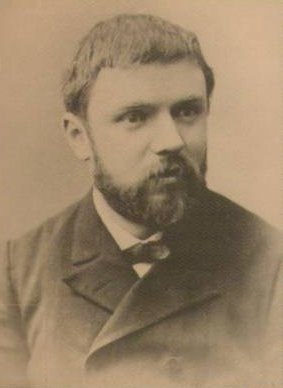
Анрі Пуанкаре

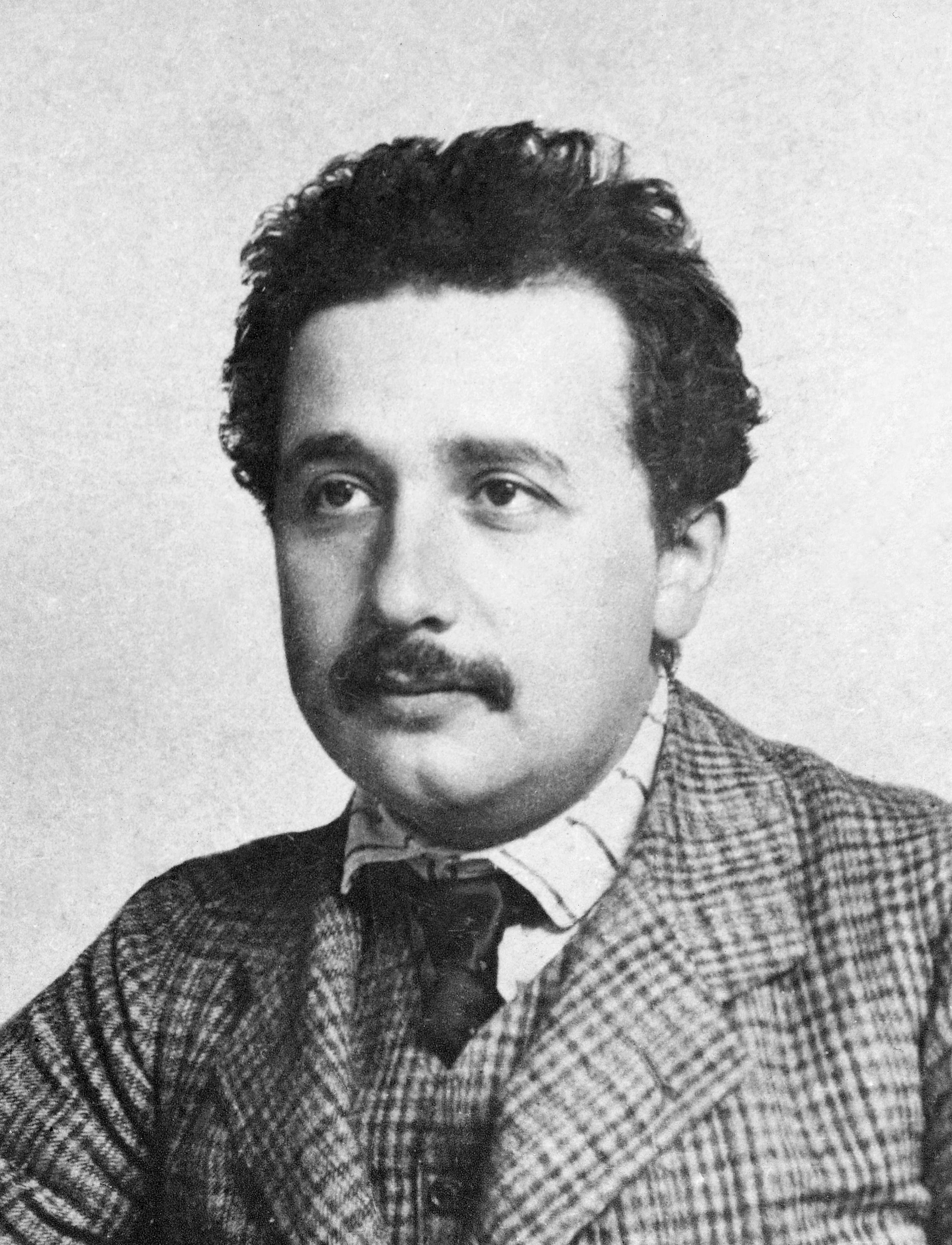
Альберт Ейнштейн